# James Ashmore
James Ashmore (Sheffield, 1986. március 2. –) angol középpályás focista, korábban a Ferencváros játékosa is volt, jelenleg a Southern Football League-ben szereplő Halesowen Town FC játékosa.

## Pályafutása
James Ashmore a Sheffield United akadémiáján nevelkedett, ahová tíz éves korában került. 2007-ben írta alá első profi szerződését, majd  a klub tartalékcsapatához került. A 2007-08-as szezonban barátságos mérkőzésen pályára lépett a Sheffield első csapatában is, a Portadown ellen gólt is szerzett. 2008 januárjában a szezon hátralévő részére a Macclesfieldhez került kölcsönbe, majd a szezon végén a Sheffield felbontotta a szerződését.
2008 nyarán egy évre szólószerződést kötött a Craig Short vezette Ferencvárosi TC-vel. Két szezont töltött a budapesti klubnál, ezalatt harminc bajnokin öt gólt szerzett. 2010 szeptemberében Ashmore visszatért Angliába és a Workshop Town játékosa lett.